# Cantonul Grenoble-6
Cantonul Grenoble-6 este un canton din arondismentul Grenoble, departamentul Isère, regiunea Rhône-Alpes, Franța.